# Düsseldorf-Angermund (przystanek kolejowy)
Düsseldorf-Angermund – przystanek kolejowy w Düsseldorfie, w kraju związkowym Nadrenia Północna-Westfalia, w Niemczech. Znajduje się tu 1 peron.
| Düsseldorf-Angermund             |  |               |
| Linia Köln Hbf – Duisburg Hbf    |  |               |
| Düsseldorf Flughafen Fernbahnhof |  | Duisburg Rahm |